# Vernonia roseoviolacea
Vernonia roseoviolacea là một loài thực vật có hoa trong họ Cúc. Loài này được De Wild. miêu tả khoa học đầu tiên năm 1915.